# Apostazija
Apostáza (po SSKJ apostazíja) v kontekstu verskih skupnosti pomeni izstop ali prenehanje članstva po volji verujočega (versko odpadništvo). Nekatera verstva izstopa ne dovoljujejo, druga pa poznajo tudi pojem izključitve (ekskomunikacija). V nekaterih islamskih državah je apostaza kazniva, ponekod s smrtno kaznijo. Etimologija izraza: grš. ἀποστασία (apostasia), 'izstop ali protest'. Podoben pojem iz političnega sveta je desidentstvo. 
Apostaza se od krivoverstva in verskega sektaštva loči po tem, da pojem apostaze poudarja posameznikova dejanja in morebitno odgovornost pred skupnostjo, druga dva pojma pa se nanašata na ločene verske skupnosti. 

## Sociološka definicija
Točnejša opredelitev pojma se nanaša na vprašanje, ali gre za 
- posameznikovo (javno) odpoved od verovanja,
- prestop v drugo verovanje in aktivno nasprotovanje prejšnjemu verskemu občestvu, ali
- izražanje kritičnih stališč do posameznih učenj (dogma) ali verskih praks skupnosti.

Sociologi proučujejo apostazo predvsem v povezavi s spreminjanjem verskih skupnosti zaradi delovanja apostatov in kritikov (piskačev).

## Pravno stanje

### Mednarodno pravo
Komisija združenih narodov za človekove pravice je sprejela tolmačenje Mednarodne konvencija o državljanskih in političnih svoboščinah  po kateri je pravica odpovedi od verske pripadnosti izrecna zaščitena pravica, ne glede na to, da v 18. členu pakta izstop ali odpoved nista izrecno navedena.

## Suvereno pravo držav
V letu 2011 je 20 držav po vsem svetu prepovedovalo svojim državljanom versko odpadništvo. V teh državah je kaznivo dejanje opuščanje vere zaradi katerega koli pomisleka ali sprejetja ateizma, ali spremeniti vero. Vseh 20 takih držav je pretežno muslimanskih. Nobena država v obeh Amerikah in Evropi nima takih zakonov. Nobena država s krščansko, budistično, hinduistično, judovsko, agnostično ali ateistično večino nima zakonodaje, ki bi prepovedovala apostazo (versko odpadništvo) ali prehod iz ene vere v drugo.

### Seznam držav, v katerih je versko odpadništvo kaznivo
Kaznivo s smrtno kaznijo:
- Afganistan – smrtna kazen (se ne izvaja zaradi pritiska mednarodnih sil)
- Iran – smrtna kazen
- Katar – smrtna kazen
- Pakistan – smrtna kazen
- Somalja – smrtna kazen
- Saudova Arabija – smrtna kazen (se v praksi ne izvaja)
- Sudan – smrtna kazen (bili so novejši primeri mučenja, ne pa usmrtitev)
- Jemen – smrtna kazen
- Mavretanija – smrtna kazen (če se obdolženi ne odpove apostazi v treh dneh)

Brez smrtne kazni
- Egipt – kaznivo z zaporom 3 leta
- Jordanija – ima lahko zakonske posledice: globa, zapor, izguba skrbništva nad otroci, izničenje zakonske zveze
- Malezija – kaznivo v 13 zveznih državah (globa, zapor in bičanje)
- Maroko – kazniva je verska propaganda za spreobrnitev (15 let zapora)
- Oman – zakonito, vendar oče izgubi skrbništvo nad otroci
- Združeni arabski emirati – kaznivo (zapor 3 leta, bičanje)

Opomba: Vire glej v tujejezičnih člankih.

## Znameniti primeri
- Julijan Odpadnik (Apostat), Rimski cesar med letoma 355 in 363 je bil vzgojen v krščanstu, ki pa se mu je odpovedal. V cesarstvu je obnovil staro rimsko vero (večboštvo) in obnovil svetišča.